# Machalí
Machalí is een gemeente in de Chileense provincie Cachapoal in de regio Libertador General Bernardo O'Higgins. Machalí telde 52.505 inwoners in 2017 en heeft een oppervlakte van 2586 km².

## Foto's

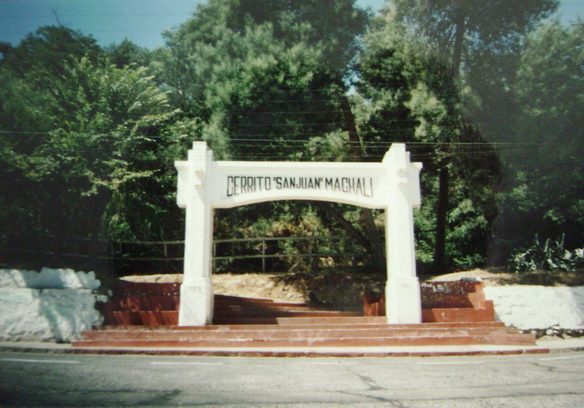
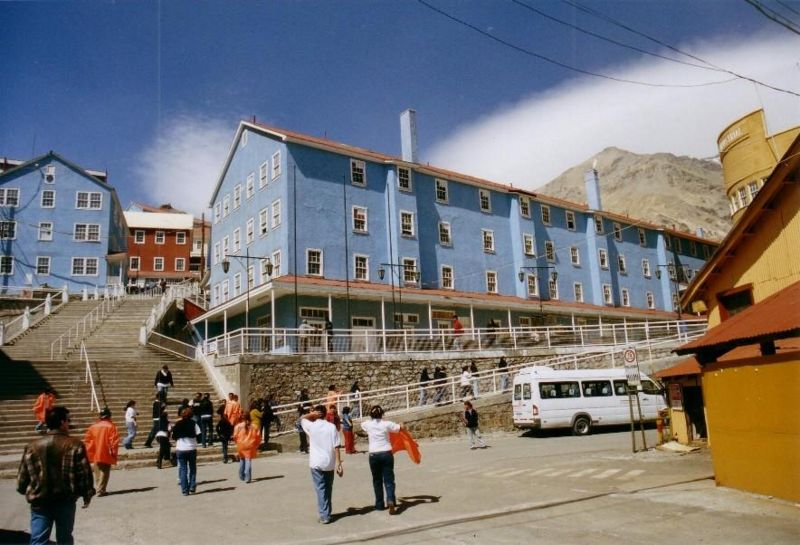
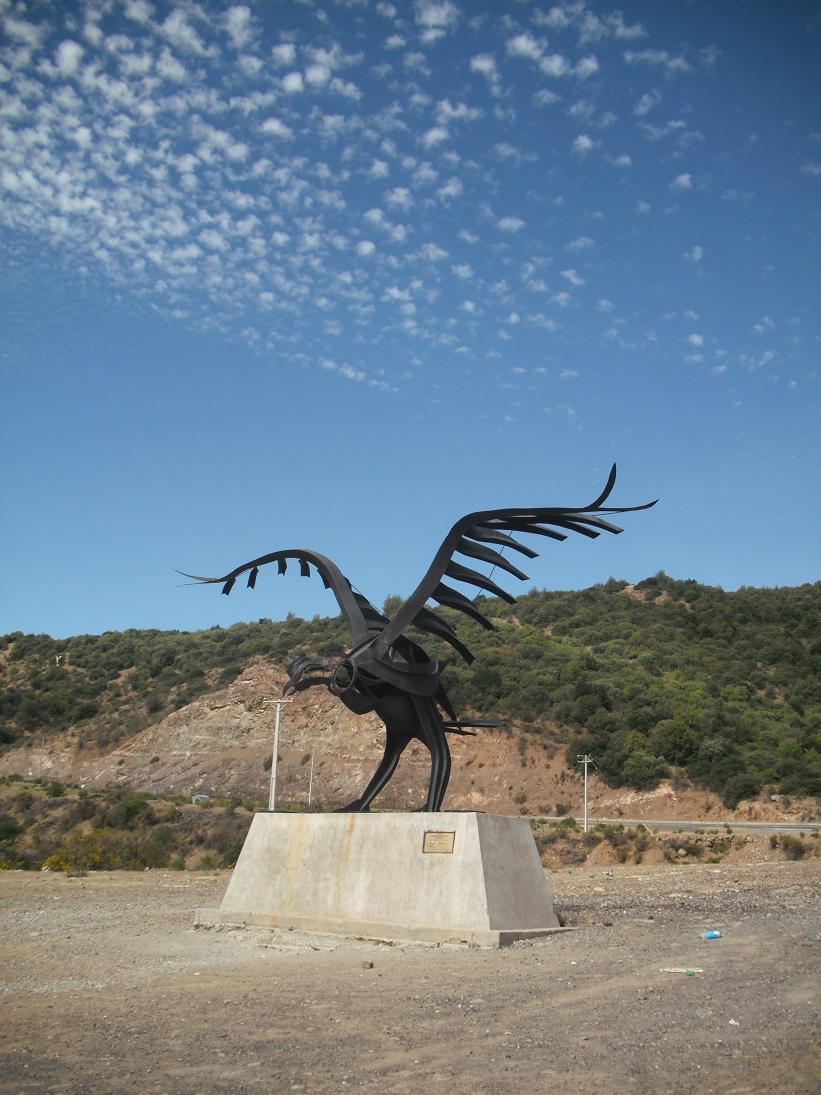